# Polyzosteria pulchra
Polyzosteria pulchra är en kackerlacksart som beskrevs av M. Josephine Mackerras 1965. Polyzosteria pulchra ingår i släktet Polyzosteria och familjen storkackerlackor. Inga underarter finns listade i Catalogue of Life.